# Championnat du Luxembourg féminin de football 2011-2012
Navigation
Saison précédente Saison suivante
Le Championnat du Luxembourg de football féminin 2011-2012 est la 25e saison de la compétition.

## Clubs participants
| Place       | Club                          | Terrain                         |
| ----------- | ----------------------------- | ------------------------------- |
| 1           | FC Progrès Niedercorn         | Stade Jos Haupert               |
| 2           | FC Jeunesse Junglinster       | Stade de la Route de Luxembourg |
| 3           | FC Mamer 32                   | Stade François Trausch          |
| 4           | AS Wincrange                  | Stade Henri Lamborelle          |
| 5           | FC Minerva Lintgen            | Stade Jean Donnersbach          |
| 6           | Entente Cebra-Gasperich       | Stade Emile Bintner             |
| 7           | Sporting Club Ell             | Terrain Um Essig                |
| 8           | FC Blo-Wäiss Itzig            | Stade Albert Kongs              |
| 1er Ligue 2 | Colmarberg AS                 | Stade Grand Duc Henri           |
| 2e Ligue 2  | Larochette Rupensia Lusitanos | Terrain Op Birkelt              |

## Classement final
|  |    |                                 | M  | G  | N | P  | Bp | Bc  | Pts |
|  | -- | ------------------------------- | -- | -- | - | -- | -- | --- | --- |
|  | 1  | FC Jeunesse Junglinster         | 18 | 16 | 0 | 2  | 86 | 28  | 48  |
|  | 2  | FC Progrès Niedercorn T         | 18 | 13 | 0 | 5  | 62 | 25  | 39  |
|  | 3  | FC Mamer 32                     | 18 | 11 | 2 | 5  | 60 | 28  | 35  |
|  | 4  | Sporting Club Ell               | 18 | 10 | 2 | 6  | 47 | 36  | 32  |
|  | 5  | AS Wincrange                    | 18 | 7  | 3 | 8  | 39 | 44  | 24  |
|  | 6  | Entente Cebra-Gasperich         | 18 | 7  | 2 | 9  | 39 | 34  | 23  |
|  | 7  | FC Minerva Lintgen              | 18 | 6  | 4 | 8  | 40 | 35  | 22  |
|  | 8  | FC Blo-Wäiss Itzig              | 18 | 5  | 4 | 9  | 41 | 45  | 19  |
|  | 9  | Colmarberg AS P                 | 18 | 5  | 3 | 10 | 19 | 33  | 18  |
|  | 10 | Larochette Rupensia Lusitanos P | 18 | 0  | 0 | 18 | 15 | 140 | 0   |